# Herbert Johnson (hattemager)
Herbert Johnson er en engelsk hattemager, der blev grundlagt i 1889 i 45 New Bond Street. I 1996 blev virksomheden købt af Swaine Adeney Brigg.

## Berømte hatte
Herbert Johnson har leveret hatte til en lang række kendte og kongelige i løbet af virksomhedens levetid.
I 1901 fik virksomheden royal warrant som hattemager til Edward 7. af Storbritannien, og snart efter fulgte flere udnævnelser til hofleverandører til zar Nikolaj 2. af Rusland, Georg 1. af Grækenland og kejser Wilhelm 2. af Tyskland.
Efter man fandt vraget af RMS Titanic, som sank i 1912, så fandt mand en høj hat i silke fra Herbert Johnson, hvor man stadig kunne læses.
Racerkøreren Lieutenant-Colonel Goldie Gardner bestilte Geoffrey Glazier til at designe en beskyttelseshat. Geoffrey designede en let men stærk hjelm. Sir Stirling Moss bar en hvid udgave af denne racerhjelm, da han vandt British Grand Prix i Aintree den 20. kuli 1957. Han solgte senere hjelmen til British Oxygen. Dette firma fik den belagt med bladguld og brugte den som Golden Helmet Trophy til British Formula Ford Championship, som det sponsorerede i 1970'erne. Hjelmen indbragt £23.000, da den blev solgt på auktion hos Bonhams i 2009.
Andre hatte er blevet brugt i britiske fjernsynsserier; Patrick Macnees karakter John Steed bar en bowlerhat i The Avengers; Arthur Lowes karakter Captain Mainwaring bar en kaptajnskasket i sticommen Dad's Army og Tom Bakers fjerde Doktor i science fictionserien Doctor Who bare en fedorahat fra Herbert Johnson i filt.
I film har Herbert Johnsons hatte også været brugt i adskillige produktioner. Peter Sellers karakter Inspector Clouseau var iført en trilby i Blake Edwards's Et skud i mørke (1964), der var den den anden film i serien om Den lyserøde panter: filt-trilbyen blev erstattet af en udført i tweed i de senere film.
Clint Eastwood var iført en bomulds-trilbyhat i Hvid jæger, sort hjerte (1990); og Jack Nicholson i rollen som Jokeren var iført en lilla fedora i Batman (1989). Begge hatt var fra Herbert Johnson. Den mest berømte hat, som firmaet har leveret, er dog nok Harrison Fords fedora i rollen som Indiana Jones i Steven Spielberg's Jagten på den forsvundne skat (1981), som var modellen The Poet med høj hattepul og bred skygge.
Musikerne Jimi Hendrix og Mick Jagger har begge båret Johnsons fedorahatte.